# صفیه بسکریه
صفیه بنت محمد بسکریه با کُنیهٔ اُم الحیاء بانوی محدث و فقیه الجزایری - حجازی در سدهٔ نهم هجری/ چهاردهم میلادی بود. پدرش، محمد بن محمد از اهالی استان بسکره بود که ساکن مدینه شد؛ صفیه همان‌جا زاده گشت و پرروش یافت. شمس‌الدین سخاوی دربارهٔ او نوشته و او را ستوده است، علمایی که او نزد آنان حدیث فراگرفت و به او اجازهٔ نقل روایت داده‌اند را نام برده است.